# چاهک زنده

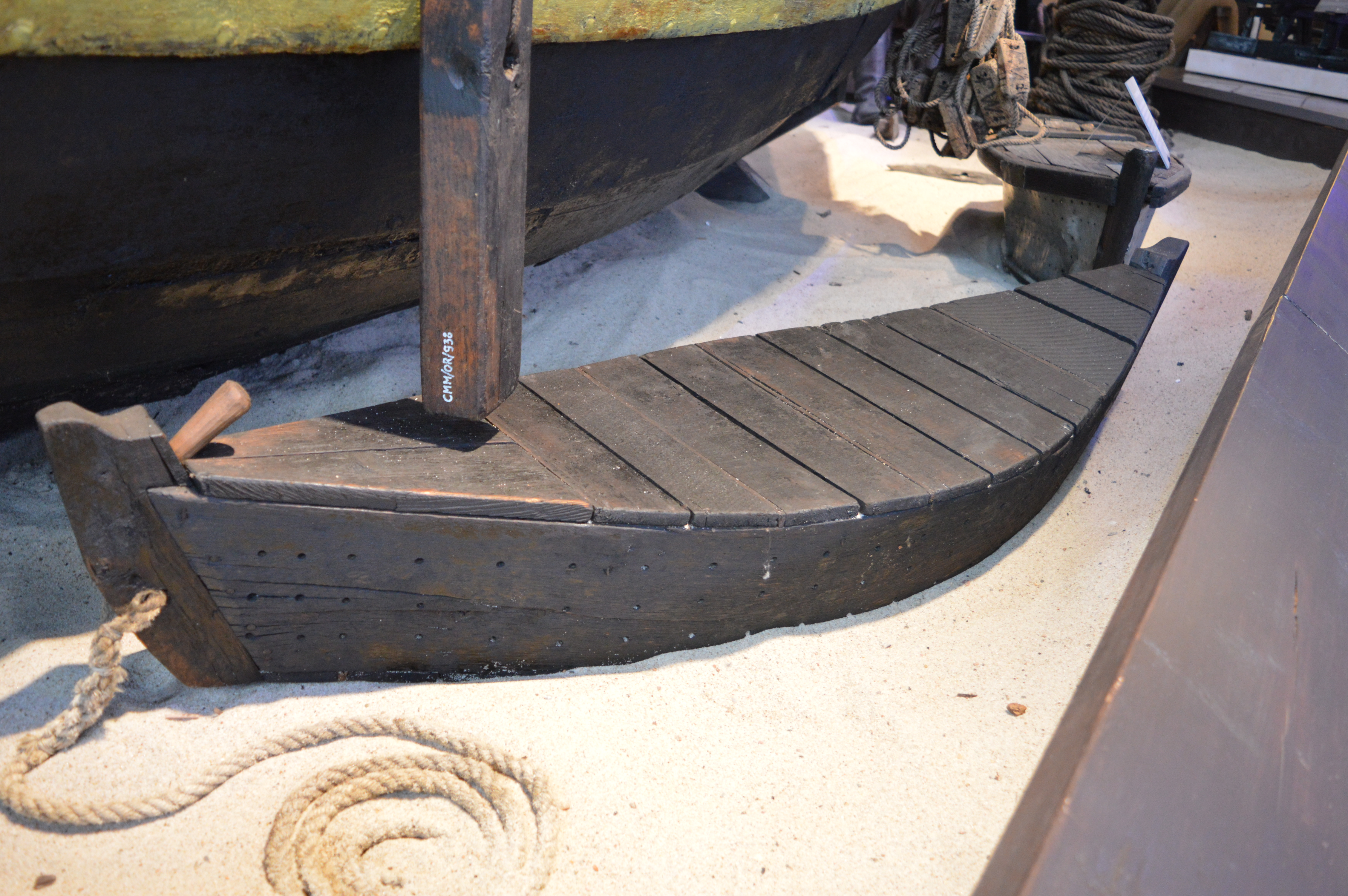
چاهک زنده چوبی (ظرفی برای طعمه زنده) که توسط قایق ماهیگیری یدک کشیده می‌شود. نمایش در موزه ماهیگیری در هل (شعبه موزه ملی دریایی در گدانسک)

چاهک زنده یا چاهک زنده چوبی (به انگلیسی: Livewell)، یک مخزن آبی است که در بسیاری از قایق‌های ماهیگیری یافت می‌شود و برای زنده نگه داشتن طعمه و ماهیان صیدشده به کار می‌رود. این کار با پمپاژ آب تازه از بدنه پیرامون به درون مخزن و همچنین هوادهی آب کار می‌کند. یک قانون کلی برای تعیین اندازه ضروری یک چاهک زنده این است که هر یک اینچ طول ماهی به یک گالن (۳٫۸ لیتر) آب نیاز دارد، اگر بخواهد ماهی را برای مدت طولانی زنده نگه دارد.
علاوه بر اندازه و گردش آب، دو عامل کلیدی دیگر در کارکرد چاهک زنده، حفظ دمای مناسب و حذف پسماندهای متابولیک است. دمای آب باید زیر ۷۵ درجه فارنهایت (۲۴ درجه سلسیوس) باشد؛ یخ می‌تواند به عنوان خنک‌کننده به کار رود.